# Yagba West
Yagba West es una localidad del estado de Kogi, en Nigeria, con una población estimada en marzo de 2016 de 188 900 habitantes.
Se encuentra ubicada en el centro-sur del estado, cerca de la orilla del río Níger.